# Audi 50

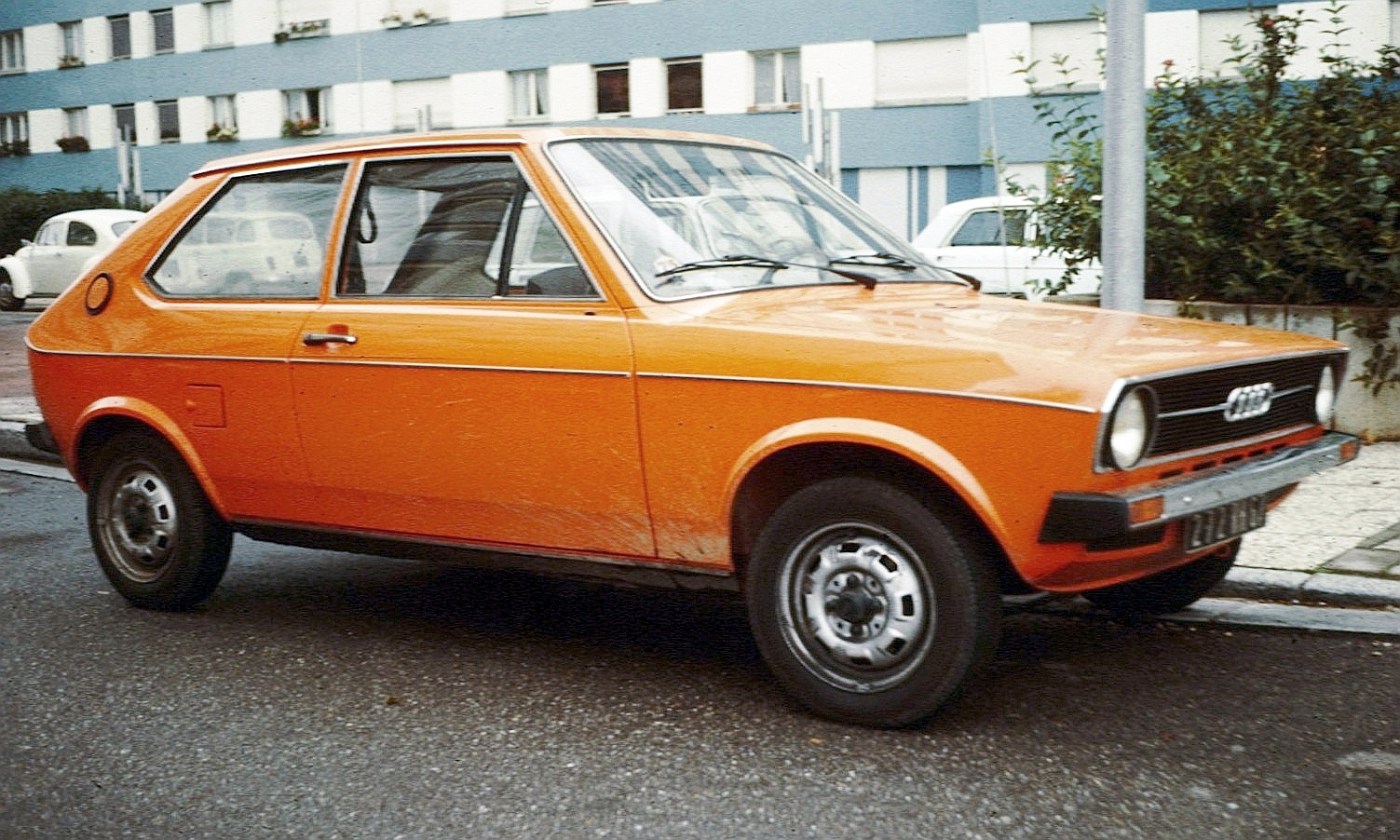
Audi 50 (1974-1978)

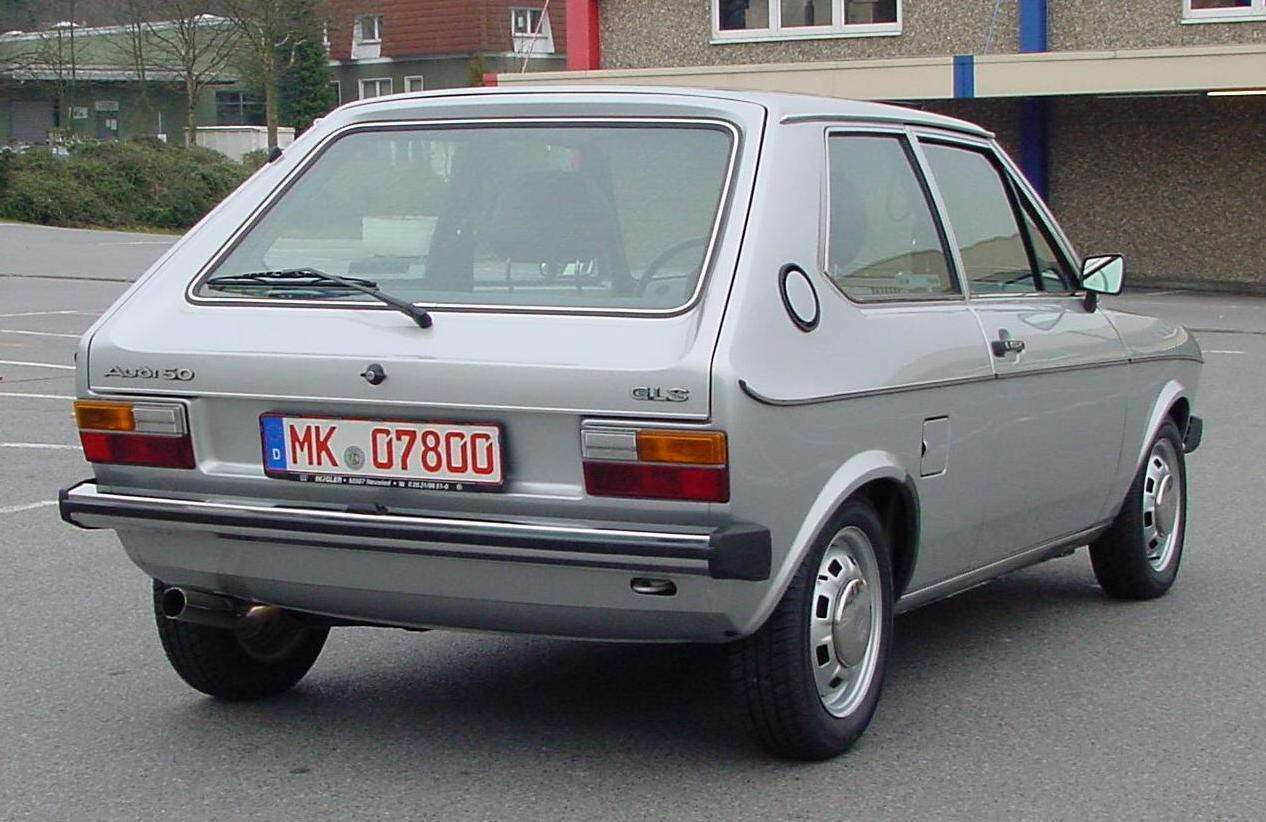
Audi 50 GLS (1974-1978)

Audi 50 (внутрішньозаводське позначення Typ 86) — автомобіль класу суперміні, вироблений в Німеччині компанією Audi з 1974 по 1978 року і продавався тільки в Європі. Автомобіль пропонувався як 3-дверний хетчбек з бензиновим двигуном об'ємом 1093 см³ потужністю 50 к.с. (37 кВт) або 60 к.с. (44 кВт) для LS і GL моделей відповідно. Модель була популярна в Європі, по-перше, через багаті комплектації для автомобіля того часу, а по-друге, через порівняно низьку ціну. 
В 1975 році Volkswagen перевипустив цей автомобіль під своєю торговою маркою, який тепер називався Volkswagen Polo. Обидві моделі (VW Polo і Audi 50 продавалися пліч-о-пліч протягом 3-х років, але дешева модель VW продавалася краще ніж Audi 50. В результаті Audi зняла з виробництва цю модель в 1978 році, після виробництва понад 180 тис. примірників. 
У 2005 році в Німеччині було зареєстровано 558 автомобілів цієї марки. 
Свого часу, ця модель конкурувала з такими моделями як Renault 5, Fiat 127 та Autobianchi A112.